# Steel Pulse
Steel Pulse is een in 1975 geformeerde Britse rootsreggae/reggaeband uit het Handsworth-gebied van Birmingham. De band werd oorspronkelijk geformeerd  op de Handsworth Wood Boys School en bestond uit David Hinds (zang, gitaar), Basil Gabbidon (lead gitaar, zang) en Ronald McQueen (bas), samen met Basils broer Colin kort op drums en Michael Riley (zang, percussie). Steel Pulse was de eerste niet-Jamaicaanse act die de Grammy Award voor «Beste Reggae Album» won.

## Bezetting

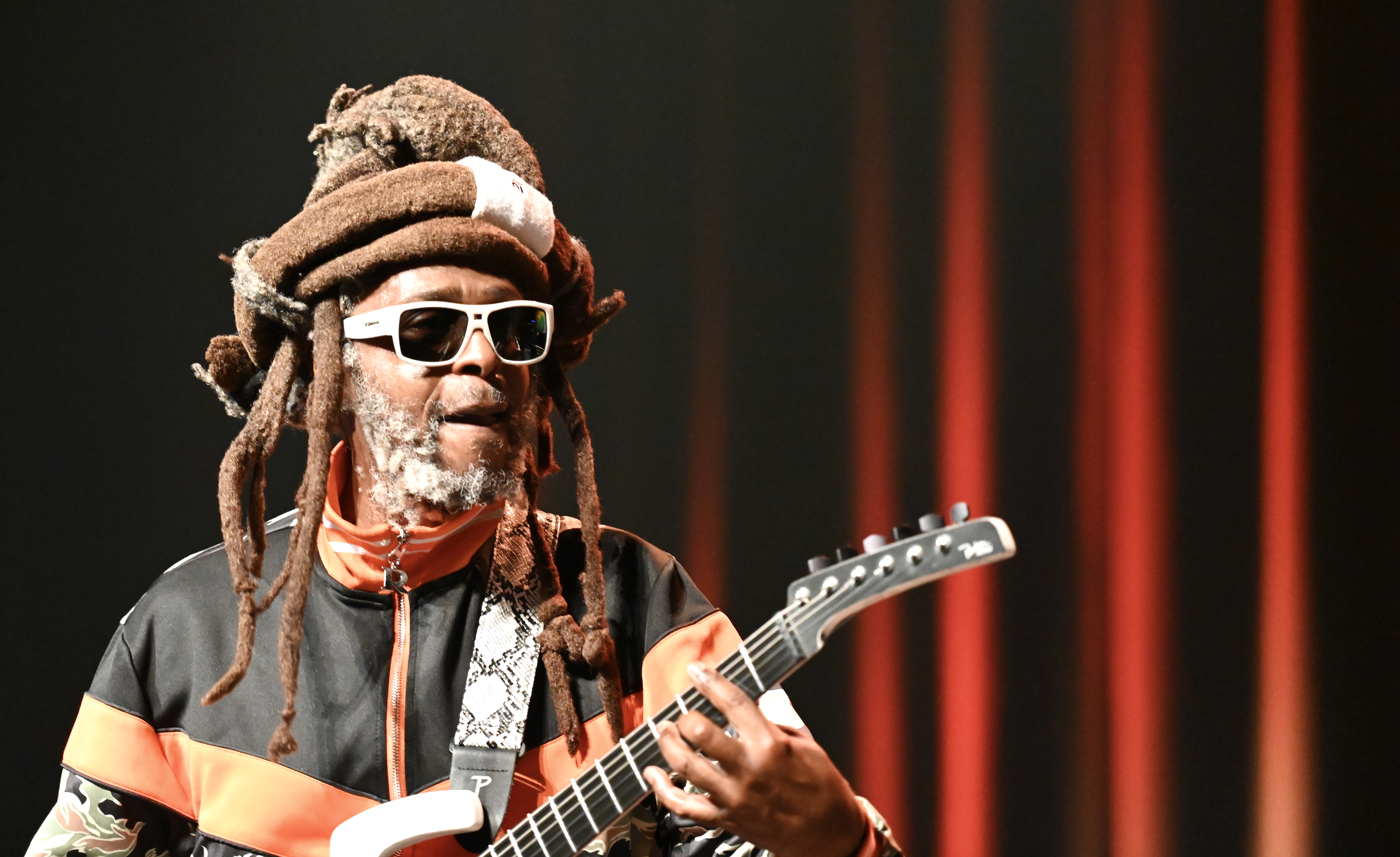
Frontman David Hinds van Steel Pulse in Antwerpen, 2022.

- David Hinds[5] (zang, gitaar)
- Basil Gabbidon[6] (zang, solo-gitaar)
- Ronald McQueen[7] (basgitaar)
- Alphonso Martin[8] (zang, percussie)
- Amlak Tafari[9] (basgitaar)
- Carlton Bryan[10] (gitaar)
- Errol Reid[11] (toetsen)
- Mykaell Riley[12]
- Selwyn Brown[13] (zang, toetsen)
- Steve Nesbitt[14] (drums)

## Geschiedenis
Basil Gabbidon en David Hinds raakten geïnspireerd om Steel Pulse te formeren nadat ze naar Catch a Fire van Bob Marley & The Wailers hadden geluisterd. Hun debuutsingle Kibudu, Mansetta And Abuku belandde bij het kleine onafhankelijke label Dip en verbond de benarde situatie van de stedelijke zwarte jeugd met het beeld van een groter Afrikaans thuisland. Nyah Luv volgde voor Anchor. Ze werden aanvankelijk geweigerd voor liveoptredens op Caribische locaties in Birmingham vanwege hun rastafari-overtuigingen. Tijdens de popularisering van punkrock in het midden van de jaren 1970, begon Steel Pulse in 1976 op punkpodia te spelen, zoals Hope and Anchor in Londen en The Electric Circus in Manchester.
Door nauw aan te sluiten bij de organisatie Rock Against Racism en begin 1978 op het eerste muziekfestival te spelen, kozen ze ervoor om op tournee te gaan met sympathieke elementen van de punkbeweging, waaronder The Stranglers, XTC enz. Uiteindelijk vonden ze een natuurlijker thuis in ondersteuningsslots voor Burning Spear, waardoor ze onder de aandacht van Island Records kwamen. Op hun lp Tribute To The Martyrs wijdden ze de song Jah Pickney – R.A.R. aan Rock Against Racism.

### Island Records-tijdperk (1977-1980)
Hun eerste publicatie voor Island was de single Ku Klux Klan, een kanteling voor het kwaad van racisme en een die vaak vergezeld ging van een visuele parodie op de sekte op het podium. Tegen die tijd waren hun gelederen gegroeid tot Selwyn Brown (keyboards), Steve 'Grizzly' Nisbett (drums), Alphonso Martin (zang, percussie) en Mykaell Riley (zang). Hun debuutalbum Handsworth Revolution (opgenomen in 1977 en uitgebracht begin 1978), maakte deel uit van de evolutie van rootsreggae buiten Jamaica. Ondanks kritisch en matig commercieel succes over drie albums, was de relatie met Island Records verslechterd door de komst van hun derde album Caught You (uitgebracht in de Verenigde staten als Reggae Fever).
De band maakte hun Amerikaanse concertdebuut in de Mudd Club in New York in 1980.
Tom Terrell, die later hun manager zou worden, speelde een belangrijke rol bij het bedenken van een Steel Pulse-concert in de nacht van de begrafenis van Bob Marley, dat over de hele wereld live werd uitgezonden op 21 mei 1981.

### Elektra Records tijdperk (1982-1985)
In 1982 stapte Steel Pulse over naar Elektra Records en onthulde hun meest consistente verzameling nummers sinds Handsworth Revolution met True Democracy, te herkennen aan de door Marcus Garvey-geprezen 'Rally Round'-snit. Een verdere definitieve verzameling bevond zich in Earth Crisis in 1984. Elektra koos er echter voor om een blad uit het boek van Island te nemen in een poging om Steel Pulse in een meer mainstreamkeurslijf te dwingen en vroeg hen om de pop-reggae-standpunt van Eddy Grant na te streven. Babylon the Bandit was bijgevolg verzwakt, maar bevatte wel Not King James Version.
Steel Pulse bracht in 1985 Babylon The Bandit uit, waarvoor de band een Grammy Award won.

### MCA Records-tijdperk (1988-1997)
Hun volgende stap was naar MCA Records voor State of Emergency (1988), dat enkele van de gesynthetiseerde dance-elementen van zijn voorganger bevatte.
Steel Pulse's eerste liveplaat Rastafari Centennial werd in januari 1992 gedurende drie nachten live opgenomen in het Elysee Montmartre in Parijs en opgedragen aan de honderdste verjaardag van de geboorte van Haile Selassie. Het was de eerste opname sinds het afvallen van Alphonso Martin, waardoor het trio Hinds, Nisbett en Selwyn achterbleef. Hoewel ze nog steeds kritiek kregen van Britse reggaefans, groeide hun reputatie in de Verenigde Staten en werden ze de eerste reggaeband ooit die in de televisieshow Tonight verscheen. Hun profiel werd nog groter toen Hinds in 1992 de New York City Taxi & Limousine Commission voor het Hooggerechtshof daagde en beweerde dat hun taxichauffeurs zwarte mensen in het algemeen en rastafari's in het bijzonder discrimineerden. De rechtszaak werd later ingetrokken door Steel Pulse.
In 1989 droeg de groep I Can't Stand it bij aan de soundtrack van de film Do The Right Thing van Spike Lee.
In 1994 was de band headliner van enkele van 's werelds grootste reggaefestivals, waaronder Reggae Sunsplash USA, Jamaican Sunsplash, Japan Splash en het jaarlijkse Reggae on the River Festival in Noord-Californië. In 1986 droeg Steel Pulse een versie van Franklin's Tower bij op de compilatie Fire on the Mountain: Reggae Celebrates the Grateful Dead bij Pow Wow Records. Ze namen Can't Stand Losing You van The Police op voor een reggaecompilatie van Police-deuntjes die verschenen bij het label Ark 21. Rastanthology, een verzameling van 17 nummers van Steel Pulse-klassiekers (de compilatie uit 1996) werd uitgebracht op het eigen Wise Man Doctrine-label van de band.

### Latere jaren (1997-heden)
In 1997 bracht de band Rage and Fury uit.
Tot februari 2001 was het vele jaren geleden dat Steel Pulse in hun woonplaats Birmingham had opgetreden. Ze besloten op te treden tijdens het Ray Watts herdenkingsconcert, dat werd gehouden in het Irish Centre. Pulse deelde het podium met Watts' band Beshara, samen met andere artiesten uit Birmingham.
In 2004 keerde Steel Pulse terug naar hun militante roots met hun elfde studioalbum African Holocaust. Met gastoptredens van Damian Marley, Capleton en Tiken Jah Fakoly (op het nummer African Holocaust) is het album een verzameling protest- en spirituele liedjes, waaronder Global Warning (een ernstige waarschuwing over klimaatverandering),  Tyrant (een protestlied tegen politieke corruptie) en No More Weapons (een anti-oorlogslied). Op het album staat ook het nummer George Jackson van Bob Dylan.
In 2007 bracht de band een videoclip uit voor het nummer Door of No Return. De video werd geproduceerd door Driftwood Pictures Ltd. en is opgenomen op locatie in Senegal en New York. De video werd geregisseerd door Trishul Thejasvi en geproduceerd door Yoni Gal en beleefde zijn wereldpremière op het Times 51st BFI London Film Festival in oktober 2007.
In een interview met Midnight Raver in 2013 gaf David Hinds aan dat er in 2014 een nieuw studioalbum en een nieuwe documentaire zouden verschijnen, met de voorlopige titel Steel Pulse: The Definitive Story. Op 10 juli 2014 meldde Midnight Raver via Hinds dat zowel het studioalbum als de documentaire werden uitgesteld tot ten minste 2015.
In afwachting van een nieuw Steel Pulse-album heeft de Roots Reggae Library twee verzamelalbums van de nieuwste Steel Pulse-singles geïndexeerd. De albums heten Positivity en Jah Way, beide vernoemd naar nummers op de albums.
In oktober 2018 kondigde Steel Pulse aan dat hun nieuwe album Mass Manipulation, het eerste in 14 jaar, werd uitgebracht bij Rootfire Cooperative, een niet-traditioneel label dat renteloze leningen en labeldiensten verstrekt aan onafhankelijke muzikanten. De single Stop You Coming and Come werd uitgebracht op 7 december. Het album werd genomineerd voor de Grammy Awards 2020.

## Onderscheidingen
In 1987 wonnen ze met Babylon The Bandit de Grammy Award in de categorie Beste reggae-opname.

## Discografie

### Albums
- 1978: Handsworth Revolution (1978)
- 1979: Tribute To The Martyrs (1979)
- 1980: Caught You (1980)
- 1982: True Democracy (1982)
- 1984: Earth Crisis (1984)
- 1985: Babylon The Bandit (1985)
- 1988: State of Emergency (1988)
- 1991: Victims (1991)
- 1994: Vex (1994)
- 1997: Rage and Fury (1997)
- 2004: African Holocaust (2004)

### Live-albums
- 1992: Rastafari Centennial – Live In Paris (Elysee Montmartre) (1992)
- 1999: Living Legacy

### Compilaties
- 1984: Reggae Greats (1984)
- 1993: Smash Hits (1993)
- 1996: Rastanthology (1996)
- 1997: Sound System: The Island Anthology (1997)
- 2000: Ultimate Collection (2000)
- 2004: 20th Century Masters: The Millennium Collection (2004)